# Tudományos Gyűjtemény
A Tudományos Gyűjtemény (1817–1841) havonta megjelenő magyar nyelvű tudományos folyóirat. Kiadás helye: Pest. Kiadó és nyomdász Trattner János Tamás.
A 19. század második évtizedében nagy vállalkozás volt Trattner János Tamásé, jeles írók gyülekeztek köré, Kultsár István, Vitkovics Mihály és Szemere Pál írói köre.

## A lap jellemzése
A Tudományos Gyűjtemény első szerkesztője Fejér György lett, megírta e folyóirat előszavát, azaz a programadó cikket. Éppen úgy, mint 18. század végi elődjei, rámutatott az anyanyelvű időszaki sajtó fontosságára az irodalom, a tudomány és a kultúra terjesztése szempontjából:
„A magyar nemzetnek felvilágosítását, csinosulását, szerencsésítését is önnön nyelvénél fogva érhetni el legkönnyebben, legbizonyosabban, legközönségesebben; csak e közzel tarthatni fenn annak sajátságát is, mely azt bilyegzi.”
Méltatta Trattner János Tamás vállalkozásának jelentőségét, s kifejezte abbeli reményét, hogy a vállalkozás nem fog csalódást okozni. Valóban, a folyóiratnak hamarosan 800 fő előfizetője lett, s egészen az 1830-as évek elejéig nagy népszerűségnek örvendett.
Számos vitacikk látott napvilágot e folyóiratban, írói, kritikai kezdeményezések születtek. Az 1830-as évek elején indult a Conversations-lexikoni pör, amelyben a legjobbak a születési előjogok ellen, a kritikáért, a nyilvánosságért szálltak síkra. Melléklapjában, a Szépliteratúrai Ajándék címűben feltűntek Bajza József, Toldy Ferenc, Vörösmarty Mihály írásai.
1833-tól a lap hanyatlásnak indult, mivel Horvát István szerkesztő az őstörténeti kutatást teljességgel előtérbe helyezte a lap hasábjain is. Trattner János Tamás még 1824-ben  meghalt, utóda Károlyi István nem tudott a lapnak koncepciót adni. 1841-ben megszűnt. A lap e késői hanyatlása és megszűnése ellenére is sokat adott a magyar anyanyelvű tudományos kultúrának.
E lap hasábjain jelent meg 1819-ben Kazinczy Ferenc: Orthológus és neologus nálunk és más nemzeteknél című írása, mely a nyelvújítási harc utolsó szakaszában született. A nemesi nemzet fogalma mellett a polgári nemzet fogalma is megjelent, s a nemzeti irodalom gondolata. Kazinczy mellett Kölcsey Ferenc is teret kapott Vörösmarty szerkesztősége idején. A német irodalom mellett az angol és a francia irodalomra is ráirányították a figyelmet. Stettner-Zádor György segédszerkesztő pl. a francia romantika folyóiratából, a Globe-ból emelt át írásokat.
A lap színvonalát igen emelte, hogy gyakran foglalkoztatott illusztrátora Lenhardt Sámuel grafikus volt.

## Szerkesztők
- Fejér György (1817–1818)
- Vass László (1818. július–1819)
- Thaisz András ügyvéd (1819–1828)
- Vörösmarty Mihály (1828–1833)
- Horvát István (1833–1837)
- Károlyi István (1837–1841)